# Friedrich Robert Helmert
Friedrich Robert Helmert (ur. 31 lipca 1843 we Freibergu, zm. 15 czerwca 1917 w Poczdamie) – geodeta niemiecki.
Był profesorem politechniki w Akwizgranie i uniwersytetu w Berlinie, członkiem akademii nauk w Berlinie, dyrektorem Pruskiego Instytutu Geodezyjnego w Poczdamie.
Autor podstawowych prac z geodezji wyższej i geofizyki (m.in. Die mathematischen und physikalischen Theorien der höheren Geodäsie, 1880), ustalił m.in. wymiary elipsoidy ziemskiej.